# Yantar
El yantar era un tributo relacionado con los alimentos, que tiene su origen en el reino de León. El buen comer merecía un buen tributo, por lo general en especie, los habitantes de los pueblos y de las zonas rurales para contribuir al sustento o alimentación del rey o de los señores cuando pasaban por dichos lugares. Su uso en el lenguaje popular evolucionó hasta hacerse sinónimo de comer en su acepción primera, y extensivo a "vianda" y "manjar".

## Historia
El yantar, o los yantares, aparecen mencionados con frecuencia en los ordenamientos o cuadernos de Cortes de la Edad Media en la Corona de Castilla. Prerrogativa del monarca viajero,  desde el siglo XIII podía ser sustituido por un pago en metálico.
Así queda referido, por ejemplo, en las Cortes de Valladolid de 1312, que fueron las últimas del reinado de Fernando IV de Castilla, y donde el rey prohibió que los infantes, ricoshombres, caballeros o merinos tomasen yantares. Por su parte, en las Cortes de Valladolid de 1325, en las que fue confirmada la mayoría de edad de Alfonso XI de Castilla, los procuradores solicitaron al rey que cuando fuera a las villas o ciudades donde tenía derecho a reclamar yantares, no tomara en concepto de ellos más de 600 maravedís al año, y que respetara de ese modo los privilegios, fueros, usos o costumbres de dichas villas o ciudades, y también solicitaron que los oficiales del rey pagasen los alimentos que consumieran. Por su parte, el rey respondió que únicamente demandaría los 600 maravedís en concepto de yantar cuando participara en una campaña militar o estuviera en un asedio, que los oficiales del rey deberían pagar las viandas que consumieran, que respetaría el privilegio de aquellos lugares que pagaban en concepto de yantar menos de 600 maravedís, así como el privilegio de algunos lugares de no conceder el yantar a menos que el rey en persona hubiera ido a él.